# Gwyn Staley 400 1973
Gwyn Staley 400 1973 var ett stockcarlopp ingående i Nascar Winston Cup Series (nuvarande Nascar Cup Series) som kördes 8 april 1973 på den 0,625 mile (1,005 km) långa ovalbanan North Wilkesboro Speedway i North Wilkesboro, North Carolina. Totalt avverkades 250 miles (402,336 km) fördelat på 400 varv. Banunderlaget var asfalt. Loppet vanns av Richard Petty i en Dodge på tiden 2:34.17 körande för Petty Enterprises. Pettys snitthastighet var 97,224 mph. Han var vid målgång ensam förare på ledarvarvet, ett varv före tvåan Benny Parsons. Det var Pettys 151:a vinst av totalt 200 i karriären. Prispotten uppgick till 35 200 dollar, varvid 6 230 dollar gick till segraren. 
Loppet är uppkallat efter stockcarföraren Gwyn Staley som förolyckades på Atlantic Rural Fairgrounds (nuvarande Richmond Raceway) 23 mars 1958 i ett lopp ingående i Nascar Convertible Division.

## Resultat
| Plc     | Nr | Förare            | Team/ bilägare            | Konstruktör | Start | Varv | Ledda varv |
| ------- | -- | ----------------- | ------------------------- | ----------- | ----- | ---- | ---------- |
| 1       | 43 | Richard Petty     | Petty Enterprises         | Dodge       | 2     | 400  | 387        |
| 2       | 72 | Benny Parsons     | DeWitt Racing             | Chevrolet   | 6     | 396  | 6          |
| 3       | 71 | Buddy Baker       | K&K Insurance Racing      | Dodge       | 7     | 394  | 0          |
| 4       | 12 | Bobby Allison     | Bobby Allison Motorsports | Chevrolet   | 1     | 394  | 7          |
| 5       | 24 | Cecil Gordon      | Gordon Racing             | Chevrolet   | 5     | 394  | 0          |
| 6       | 11 | Cale Yarborough   | Howard & Egerton Racing   | Chevrolet   | 9     | 393  | 0          |
| 7       | 54 | Lennie Pond       | Elder-Ranier              | Chevrolet   | 10    | 389  | 0          |
| 8       | 48 | James Hylton      | Hylton Engineering        | Mercury     | 24    | 385  | 0          |
| 9       | 59 | Donnie Allison    | DiGard Motorsports        | Chevrolet   | 3     | 383  | 0          |
| 10      | 90 | Yvon DuHamel      | Donlavey Racing           | Ford        | 15    | 381  | 0          |
| 11      | 4  | John Sears        | Sears Racing              | Dodge       | 23    | 381  | 0          |
| 12      | 45 | Vic Parsons       | Seifert Racing            | Ford        | 27    | 376  | 0          |
| 13      | 64 | Elmo Langley      | Langley-Woodfield Racing  | Ford        | 26    | 374  | 0          |
| 14      | 10 | Bill Champion     | Chanpion Racing           | Ford        | 18    | 366  | 0          |
| 15      | 26 | Earl Brooks       | Brooks Racing             | Ford        | 30    | 366  | 0          |
| 16      | 96 | Richard Childress | Garn Racing               | Chevrolet   | 21    | 362  | 0          |
| 17      | 7  | Dean Dalton       | Dalton Racing             | Mercury     | 12    | 361  | 0          |
| 18      | 30 | Walter Ballard    | Ballard Racing            | Mercury     | 22    | 332  | 0          |
| 19      | 8  | Ed Negre          | Negre Racing              | Mercury     | 25    | 313  | 0          |
| 20      | 2  | Dave Marcis       | Marcis Auto Racing        | Dodge       | 8     | 285  | 0          |
| 21      | 79 | Frank Warren      | Warren Racing             | Dodge       | 14    | 285  | 0          |
| 22      | 06 | Neil Castles      | Neil Castles              | Dodge       | 20    | 253  | 0          |
| 23      | 70 | J.D. McDuffie     | McDuffie Racing           | Chevrolet   | 11    | 215  | 0          |
| 24      | 19 | Henley Gray       | Gray Racing               | Mercury     | 28    | 211  | 0          |
| 25      | 67 | Buddy Arrington   | Arrington Racing          | Dodge       | 13    | 202  | 0          |
| 26      | 47 | Raymond Williams  | Williams Racing           | Ford        | 17    | 166  | 0          |
| 27      | 77 | Charlie Roberts   | Roberts Racing            | Ford        | 29    | 165  | 0          |
| 28      | 15 | Bobby Isaac       | Bud Moore Engineering     | Ford        | 4     | 158  | 0          |
| 29      | 25 | Jabe Thomas       | Robertson Racing          | Dodge       | 16    | 96   | 0          |
| 30      | 20 | Rick Newsom       | Newsom Racing             | Ford        | 19    | 2    | 0          |
| Källor: |    |                   |                           |             |       |      |            |